# Lucila Ahumada de Inana
Lucila Ahumada de Inana (La Plata, Buenos Aires, Argentina, 11 de julio de 1930 - La Plata, 4 de abril de 2013) fue una activista de derechos humanos en Argentina y una de las primeras integrantes de las Abuelas de Plaza de Mayo.

## Biografía y labor
Lucila Ahumada fue una de las importantes integrantes de la organización que se puso en marcha en la década del '70 en pleno Proceso de Reorganización Nacional, luego de que dos miembros de su familia se encontraran desaparecidas.
El hijo de Lucila, Daniel Alfredo Inana, y su nuera, Noemí Beatriz Macedo, fueron secuestrados el 2 de noviembre de 1977 y llevados al centro clandestino de detención denominado El Club Atlético. Macedo estaba embarazada de seis o siete meses; tanto la pareja como el niño o niña están desaparecidos. Desde ese mismo momento luchó incansablemente juntos a las demás abuelas por los derechos humanos, por el derecho de la mujer y por el esclarecimiento de los desaparecidos y recuperación de sus nietos. Marchó con un pañuelo blanco repudiando el régimen militar iniciado el 24 de marzo de 1976 comandado por el general Jorge Rafael Videla.
Durante la dictadura militar y a pesar de los riesgos, las Abuelas de Plaza de Mayo iniciaron una tarea detectivesca para localizar a sus nietos, sin abandonar la búsqueda de sus hijos, a la vez que emprendieron una acción de sensibilización nacional e internacional acerca de los niños desaparecidos y el robo de bebés.
En 1981, el padre Santiago Melivosqui, un cura familiar de desaparecidos, propuso realizar una serie de fotografías de todas las víctimas desaparecidas para mostrar durante las marchas y publicarlos en los medios. Para ello recurrieron a la importante colaboración de los fotógrafos gráficos.
Una vez recuperada la democracia el 10 de diciembre de 1983, las Abuelas promovieron la utilización de los últimos adelantos genéticos para establecer un sistema de identificación de los nietos apropiados sin antecedentes en el mundo, y presionaron para que el Estado enjuiciara a los responsables de los secuestros de los niños, considerándolo como parte de un plan represivo.
Fue una gran compañera de la fundadora de dicha agrupación humanitarias, Estela de Carlotto y de Hebe de Bonafini, líder de las Madres de Plaza de Mayo. Fue una de las pionera junto con Genoveva Dawson, Leontina Puebla de Pérez, Haydee Vallino de Lemos, Nora de Coriñas, Raquel Radio de Marizcurrena y Alicia Zubasnabar de De la Cuadra, entre muchas otras, en marchar hacia la famosa Plaza de Mayo en busca de respuestas sobre sus hijos (y con el tiempo sobre sus nietos).
Lucila Ahumada, que vivió sus últimos años viuda y sola, fue hallada por uno de sus nietos el 4 de abril del 2013, ahogada bajo un 1,70 m de agua dentro de su casa, ubicada en la ciudad de La Plata, a 63 km  al sur de Buenos Aires, luego de la gran catástrofe climática que provocó una importante inundación de esa zona. Fue una de las 89 víctimas resultantes de la inclemencia climática.